# Río Turbio (vattendrag i Chile, Región de Atacama, lat -27,71, long -69,56)
Río Turbio är en  flod  i Chile.   Den ligger i regionen Región de Atacama, i den nordöstra delen av landet, 600 km norr om huvudstaden Santiago de Chile.